# Radio Minuto
Radio Minuto fue una cadena de radio privada española activa entre 1982 y 1989. Integrada por 19 emisoras que emitían en Frecuencia Modulada su programación se basaba en la radiofórmula musical y las noticias considerándose la primera emisora que, con dicho formato, se implantó con éxito en el país.
Creada por Marcelino Rodríguez de Castro, ex director de Radio Miramar de Barcelona, la cadena fue adquirida por el Grupo Prisa y cesó sus emisiones en 1990 para, finalmente, integrar su red en M80 Radio tras su fusión con Radio 80 Serie Oro en enero de 1993.

## Programación
Dirigida a un sector de audiencia de 30 a 45 años, las emisiones de Radio Minuto comenzaron el 1 de mayo de 1982 a través del 94.9 FM de Barcelona. 

"En Radio Minuto la estrella no es fulano ni mengano, sino la propia fórmula. En radio Minuto no hay personalismos, lo que sí hay es una programación de 24 horas, planificada con un criterio moderno para gente moderna, para oyentes que quieran estar informados al minuto y oír buena música"
Marcelino Rodríguez de Castro (elcierredigital.com, 19 de marzo de 2023) 

Su programación se extendía inicialmente entre las 08:00 y las 22:00 horas y estaba basada en una oferta musical de grandes éxitos de los años 70 y 80 de la música pop y una selección de las novedades discográficas con base en su calidad musical. También se emitían breves espacios de noticias a las horas en punto, y noticias locales y secciones de información útil a las medias horas, además de emitir las noticias urgentes en el momento de producirse.

"La fórmula basada en música y noticias las 24 horas del día significó la llegada de un el estilo de radio que en Catalunya y España no existía; esa fue la gran revolución de Radio Minuto"
Agustín Rodríguez (La Vanguardia, 13 de marzo de 2023) 

Apenas tres años después de su creación, en 1985, llegó a ser una de las emisoras más escuchadas de Barcelona, superando a otras cadenas como Los 40 Principales, registrando más de 500.000 oyentes. Ello propició la ampliación de su cobertura hasta completar 18 emisoras en diferentes ciudades con una programación que transcurría las 24 horas del día.

"La particularidad era combinar la sintonía, la hora, la temperatura, la información, una canción y la publicidad en bloques de cinco minutos e ir repitiendo la fórmula las 24 horas. Gracias a acuerdos firmados con discográficas norteamericanas que permitían que en Radio Minuto se oyera, antes que en cualquier otra emisora, a Michael Jackson, Pet Shop Boys, Diana Ross, Elton John, Phil Collins y también a artistas españoles como Miguel Bosé, José Luis Perales o Julio Iglesias".
Agustín Rodríguez (La Vanguardia, 13 de marzo de 2023) 

Programas de música de baile como Minuto Mix realizado por Toni Peret contribuyeron a situarla entre las de mayor audiencia. Algunos de los locutores que pasaron por sus micrófonos fueron Óscar Barberán, Esther Pardo, Toni Clapés, David Montes o Pedro Blázquez.

"Para muchos era su primer trabajo. Había gran sintonía con la audiencia formada por una generación de oyentes que acababa de salir de la dictadura y que la mayoría aún vivió la adolescencia bajo la dictadura franquista"
Agustín Rodríguez (gorkazumeta.com, 13  de marzo de 2023) 

El programa más recordado de la cadena fue El minutero dirigido y presentado por Pedro Bernal y Ricky Romero. No obstante Radio Minuto conservaba también parte de la antigua programación de Radio El País, tras cesar esta sus emisiones en agosto de 1987, como Vuelo 605 dirigido por Ángel Álvarez (que se emitía de lunes a viernes entre las 22 y 23 horas haciendo un amplio repaso a la mejor música de las décadas de los años sesenta y setenta), el resumen de noticias El País hoy (que se emitía a medianoche), el programa despertador de humor Lo que yo te diga dirigido por Máximo Pradera o Música privada dirigido por Jorge Flo (un programa nocturno sobre nuevas tendencias en la música pop).

"Todos la recuerdan como una radio gamberra, en la que muchas veces nos reíamos en antena cuando presentábamos una canción o explicábamos una noticia. Cada uno de ellos tenía su propio estilo, no había una ortodoxia absoluta en la presentación de los discos o en el estilo de los locutores; hoy en día son todos bastante iguales"
Agustín Rodríguez (La Vanguardia, 13 de marzo de 2023) 

A partir del 1 de enero de 1990 Radio Minuto de Barcelona cesó sus emisiones cuando Prisa adquirió la fórmula con el objetivo de potenciar Los 40 Principales. Ello no impidió que la frecuencia de Radio Minuto en Barcelona se transformara en Radio Tiempo, también bajo la dirección de Marcelino Rodríguez de Castro, que impulsó un cambio en la selección musical, sintonías y locutores lo que contribuyó a su declive. En la temporada 1991-1992 Radio Tiempo se incorporó a la fórmula musical Cadena Top Radio de Radio España.Finalmente, en 1993, el resto de la red de emisoras antiguamente integradas en Radio Minuto se transformaron en M80 Radio tras la adquisición de Radio 80 Serie Oro por parte del Prisa, integrando todas las frecuencias bajo esta nueva denominación.